# Haniska pri Prešove
Haniska pri Prešove – przystanek kolejowy we wsi Haniska w powiecie Preszów w kraju preszowskim na Słowacji.